# Tony West
Tony West (Waltham Abbey, 7 juli 1972) is een voormalig Engels professioneel darter wonend in Nederland. Zijn bijnamen luiden The Tornado en Triple T. Hij is de oudere broer van darter Steve West.
Tony begon met darten toen hij 4 jaar oud was. Uit het niets kwam hij op het internationale circuit terecht en in de finale van de Winmau World Masters in 2002, die hij verloor van Mark Dudbridge, Het jaar daarop won hij het toernooi door Raymond van Barneveld met 7-6 te verslaan.
Bij de Lakeside stond Tony 6 keer: in 2004 sneuvelde hij in de tweede ronde tegen Andy Fordham (die het toernooi uiteindelijk won), in 2005 werd hij eveneens in de tweede ronde verslagen door de Schot Robert Thornton, in 2006 werd hij in de eerste ronde verslagen door de Engelsman Tony O'Shea en in 2010 verloor hij in de tweede ronde van de Engelsman Dave Chisnall (die uiteindelijk de finale verloor van Martin Adams). Van dezelfde Martin Adams verloor Tony in de eerste ronde op het WK van 2011. In 2012 speelde West voor het laatst op het WK en verloor al in de eerste ronde van de jonge Belg Geert De Vos.
Regelmatig boekte Tony goede resultaten door bijvoorbeeld in februari van 2006 de koppelfinale te halen samen met Rick Hofstra in de Dutch Open. Ook deed The Tornado actief mee in de Nederlandse clubcompetitie en haalde goede resultaten bij grote toernooien in Nederland.

## Resultaten op Wereldkampioenschappen

### BDO
- 2004: Laatste 16 (verloren van Andy Fordham met 0-3)
- 2005: Laatste 16 (verloren van Robert Thornton met 0-3)
- 2006: Laatste 32 (verloren van Tony O'Shea met 1-3)
- 2010: Laatste 16 (verloren van Dave Chisnall met 2-4)
- 2011: Laatste 32 (verloren van Martin Adams met 1-3)
- 2012: Laatste 32 (verloren van Geert De Vos met 1-3)